# Emily Diamand
Emily Diamand (* 1971 in London) ist eine britische Autorin. Bekannt wurde sie durch die Jugendbuch-Trilogie Flutland.

## Leben
Diamand wuchs in Oxfordshire auf. Sie war seit ihrer Jugend eine engagierte Umweltschützerin und studierte nach dem Schulabschluss Umweltwissenschaften; nach dem Studium arbeitete sie unter anderem acht Jahre lang für Friends of the Earth.
Im Jahr 2008 gewann sie mit ihrem Debütroman den Times-Chicken-House-Schreibwettbewerb für Debütautoren. Ungewöhnlich ist, dass sie direkt mit dem ersten Teil einer Trilogie gewann. Der erste Band erschien zunächst im Oktober 2008 unter dem Titel Reavers Ransom, dann im Juli 2009 als Flood Child (deutscher Titel: Flutland). 2010 folgte der zweite Band Flood & Fire. Die Bücher handeln von Erlebnissen zweier Kinder in einem England des 23. Jahrhunderts, das infolge der globalen Erwärmung größtenteils überflutet ist.
Sie lebt mit ihrem Mann Matthew und ihrem Sohn in Harrogate (Yorkshire).

## Veröffentlichungen
- Flutland (Originaltitel: Raiders Ransom/Reavers Ransom/Floodchild (ab April 2009))
- Flutland in Flammen (Originaltitel: Flood & Fire)